# Rijat Shala
Rijat Shala (ur. 26 lipca 1983 w Prizrenie) – szwajcarski piłkarz pochodzenia kosowskiego, w latach 2004–2006 członek reprezentacji Szwajcarii U-21.